# Хари Потер и реликвије Смрти 1
Хари Потер и реликвије Смрти: Први део (енгл. Harry Potter and the Deathly Hallows – Part 1) је британски филм из 2010. године, режисера Дејвида Јејтса, снимљен по роману Хари Потер и реликвије Смрти Џ. К. Роулинг. То је седми део серијала филмова о Харију Потеру. Иако постоји седам књига по којима су филмови снимани, одлучено је да последња, због обимности радње, буде подељена у два филмска дела. Сценарио је написао Стив Клоувс, а продуценти су били Дејвид Хејман, Дејвид Барон и Роулингова.
У главној улози је Данијел Радклиф као Хари Потер, док Руперт Гринт и Ема Вотсон репризирају своје улоге као Рон Визли и Хермиона Грејнџер. Наставак је филма Хари Потер и Полукрвни Принц, а прати га директни наставак Хари Потер и реликвије Смрти: Други део.
Прича прати Харија Потера, кога је Албус Дамблдор задужио да пронађе и уништи Хоркруксе − тајну Волдеморове бесмртности. Снимање је почело 19. фебруара 2009, а завршено је 12. јуна 2010. године. Филм је реализован у 2Д биоскопима и ИМАКС форматима широм света 19. новембра 2010. године.
Филм је добио позитивне критике, а нарочито су хваљени глума, кинематографија, визуелни ефекти, музика и емоционална дубина приче. Током премијерног викенда, филм је зарадио 330 милиона долара, чиме је постигао трећи најуспешнији премијерни викенд у серијалу и најуспешнији у 2010. години. Са укупном зарадом од преко 977 милиона долара, постао је трећи најуспешнији филм из 2010. године, иза филмова Прича о играчкама 3 и Алиса у земљи чуда, као и трећи најуспешнији филм из серијала, иза филмова Реликвије Смрти: Други део и Камен мудрости. На 83. додели Оскара, филм је био номинован за најбољу сценографију и најбоље визуелне ефекте.

## Радња
Министар магије, Руфус Скримџер, обраћа се чаробњачким медијима, наводећи како Министарство остаје снажно упркос томе што Лорд Волдемор постаје све снажнији и што Смртождери масовно убијају нормалаца и инфилтрирају се у Министарство. У међувремену, Хари Потер, Рон Визли и Хермиона Грејнџер су одлучили да доврше мисију коју је Албус Дамблдор доделио Харију, тако што ће пронаћи и уништити Волдеморове Хоркруксе. Северус Снејп обавештава Волдемора о Харијевом скором одласку из Шимширове улице. Волдемор узима чаробни штапић Луцијуса Мелфоја, јер његов штапић дели исто језгро као Харијев и због тога није у могућности да га убије.
Ред феникса прати Харија на сигурно, користећи вишесоковни напитак. Током њиховог лета заседају их Смртождери који убијају Лудооког Ћудљивка и Хедвигу, а такође рањавају Џорџа Визлија. Стигавши у Јазбину, Хари има визију у којој произвођача штапића Оливандера мучи Волдемор. Сутрадан, Скримџер долази са Дамблдоровим тестаментом. Рон добија Дамблдоров угасивач, Хермиона добија примерак књиге Приповести Барда Бидла, а Хари добија златну скривалицу коју је ухватио током своје прве утакмице Квидича. Скримџер открива да је Хари такође наследио мач Годрика Грифиндора, који је међутим нестао.
Смртождери убијају Скримџера и преузимају контролу над Министарством. Министарство започиње хапшење и прогон вештица и чаробњака нормалског порекла. Смртождери такође нападају и за време венчања Била Визлија и Флер Делакер. Уз помоћ чаролије Патронус, Кингзли Оковгром упозорава госте на свадбеној забави и већина њих успева да побегне. Хари, Хермиона и Рон беже у Лондон, али Смртождери их тамо нападају у једном ресторану. Трио тражи уточиште у старом седишту Реда феникса, Улицу Гримолд број 12. Откривају да је „Р.А.Б.” из лажног Хоркрукс медаљона заправо Регулус Арктурус Блек, млађи брат Сиријуса Блека. Kричер, кућни вилењак породице Блек, говори им да је Мандангус Флечер провалио у кућу и украо многе предмете, укључујући и прави медаљон. Kричер и Доби хватају Флечера, који открива да је медаљон у поседу Долорес Амбриџ. Користећи вишесоковни напитак, трио се инфилтрира у Министарство и проналази медаљон који Амбриџова носи око свог врата. Хари омамљује Амбриџову, а Хермиона узима медаљон. Трио успева да побегне и да се пребаци у једну шуму, али Рон је повређен и не може поново да се пребаци док се не опорави.
Након неуспелих покушаја уништавања Хоркрукса, трио га наизменично носи око врата како би умањио његову снагу. Хари има визију како Волдемор испитује и убија мајстора штапића Грегоровича, који тврди да је један тинејџер давно украо легендарни Старозовни штапић из његове продавнице. Док Рон носи медаљон, превладавају га негативна осећања и на крају се свађа са Харијем и напушта њега и Хермиону. Хермиона закључује да Грифиндоров мач може да уништити Хоркруксе и одлучује да пође са Харијем у Годрикову долину. Тамо посећују гробове Харијевих родитеља и кућу у којој су убијени. Наилазе на Батилду Торбарку за коју верују да можда поседује мач. Батилда их пушта у своју кућу пре него што се открије као змија Нагини која је опсела Батилдин леш. Хермиона и Хари беже у шуму Дин, али Хермиона је случајно поломила Харијев штапић док се борила са Нагини. Она идентификује тајанственог лопова у Харијевој визији као Гелерта Гринделвалда.
Хари касније види Патронуса у облику срне, који га води до залеђеног језера. Грифиндоров мач се налази испод леда, који Хари разбија и ускаче у језеро. Медаљон око Харијевог врата покушава да га удави, али Рон стиже и спашава га. Хари користи Немушти језик да отвори медаљон-Хоркрукс, који Рон на крају успева да уништи уз помоћ мача. Хермиона и Рон се помирују, након чега њих троје одлучују да посете Ксенофила Лавгуда како би сазнали више о симболу у књизи коју је Дамблдор оставио Хермиони. Лавгуд им објашњава да симбол представља реликвије Смрти, три магична предмета која могу да учине чаробњака, мајстором Смрти (Старозовни штапић, Камен васксрснућа и Невидљиви огртач). Хермиона чита причу о реликвијама, након чега трио неспретно покушава да оде, али их Лавгуд зауставља. Он открива да је његова ћерка Луна отета, а затим позива Смртождере, намеравајући да преда Харија у замену за њу. Хари, Рон и Хермиона беже, након чега је Лавгудова кућа уништена.
Вративши се у дивљину, трио поставља камп када их проналазе Отимачи. Хермиона користи клетву како би изменила Харијев изглед, док их Отимачи одводе у палату Мелфојевих. Белатрикс Лестрејнџ затвара Харија и Рона у подрум, где се налазе Луна, Оливандер и гоблин Грипхук, док мучи Хермиону због информације о мачу, за који Белатрикс тврди да се налазио у њеном сефу у банци Гринготс. Хари тражи помоћ, комуницирајући са разбијеним парчетом огледала. Доби долази у подрум како би их спасио. Хари и Рон журе како би спасили Хермиону и започиње битка у којој Хари успева да разоружа Драка Мелфоја. Доби баца лустер на Белатрикс, присиљавајући је да пусти Хермиону. Белатрикс баца нож на њих, док Доби хвата свакога и пребацује се одатле. Иако Хари, Рон и Хермиона безбедно долазе до нове куће Била и Флер, открива се да је Белатриксин нож смртно ранио Добија и он умире на Харијевим рукама. Хари инсистира да сахране Добија без икакве магије. У међувремену, Волдемор проваљује у Дамблдорову гробницу и узима Старозовни штапић, за којег је откривено да је био у Дамблдоровом поседу, пошто је он поразио Гринделвалда.

## Улоге
| Глумац          | Улога             |
| --------------- | ----------------- |
| Данијел Редклиф | Хари Потер        |
| Руперт Гринт    | Рон Визли         |
| Ема Вотсон      | Хермиона Грејнџер |
| Рејф Фајнс      | Лорд Волдемор     |
| Алан Рикман     | Северус Снејп     |
| Имелда Стонтон  | Долорес Амбриџ    |
| Џејсон Ајзакс   | Луцијус Мелфој    |
| Том Фелтон      | Драко Мелфој      |
| Роби Колтрејн   | Рубеус Хагрид     |
| Брендан Глисон  | Аластор Ћудљивко  |
| Донал Глисон    | Бил Визли         |
| Џули Волтерс    | Моли Визли        |
| Марк Вилијамс   | Артур Визли       |
| Џејмс Фелпс     | Фред Визли        |
| Оливер Фелпс    | Џорџ Визли        |
| Тимоти Спол     | Питер Петигру     |
| Дејвид Тјулис   | Ремус Лупин       |
| Наталија Тена   | Дора Тонкс        |
| Бони Рајт       | Џини Визли        |
| Метју Луис      | Невил Лонгботом   |
| Рис Иванс       | Зенофил Лавгуд    |
| Ричард Грифитс  | Вернон Дарсли     |
| Фиона Шоу       | Петунија Дарсли   |
| Хари Мелинг     | Дадли Дарсли      |